# Almería
Ne doit pas être confondu avec Almere.
Pour les articles homonymes, voir Almeria (homonymie) et Portus Magnus.
Almería, Almérie en français, est une ville d'Espagne, capitale de la province d'Almería en Andalousie. Port sur la mer Méditerranée, elle compte 200 753 habitants (2021). L'île d'Alborán est administrativement rattachée à son quartier de Pescadería.
Almería est connue pour le Cargadero de Mineral, alias Cable Inglés (es), sa cathédrale, son musée archéologique et des gisements préhistoriques tels que le site rupestre de Los Vélez ou antiques telle la colonie phénicienne de Villaricos.
Almería possède plus de deux cent kilomètres de plages, les parcs naturels de Sierra María-Los Vélez et du cap de Gata-Níjar, et l’une des huertas les plus productives de toute la péninsule ibérique, couvrant en 2019 40 000 hectares de serres plastifiées : les invernaderos intensivos. D'importantes installations sportives, telles que le stade des Jeux méditerranéens (Estadio de los Juegos Mediterráneos ou Estadio del Mediterráneo) ou la Villa Mediterránea de El Toyo, ont été construites en 2005 pour accueillir les Jeux méditerranéens.
Dotée d'un aéroport international, Almería dispose à une trentaine de kilomètres au nord, de centres de production cinématographique. Plus de deux cents films et séries y ont été tournés dans le désert de Tabernas, notamment les fameux westerns spaghetti.

## Géographie

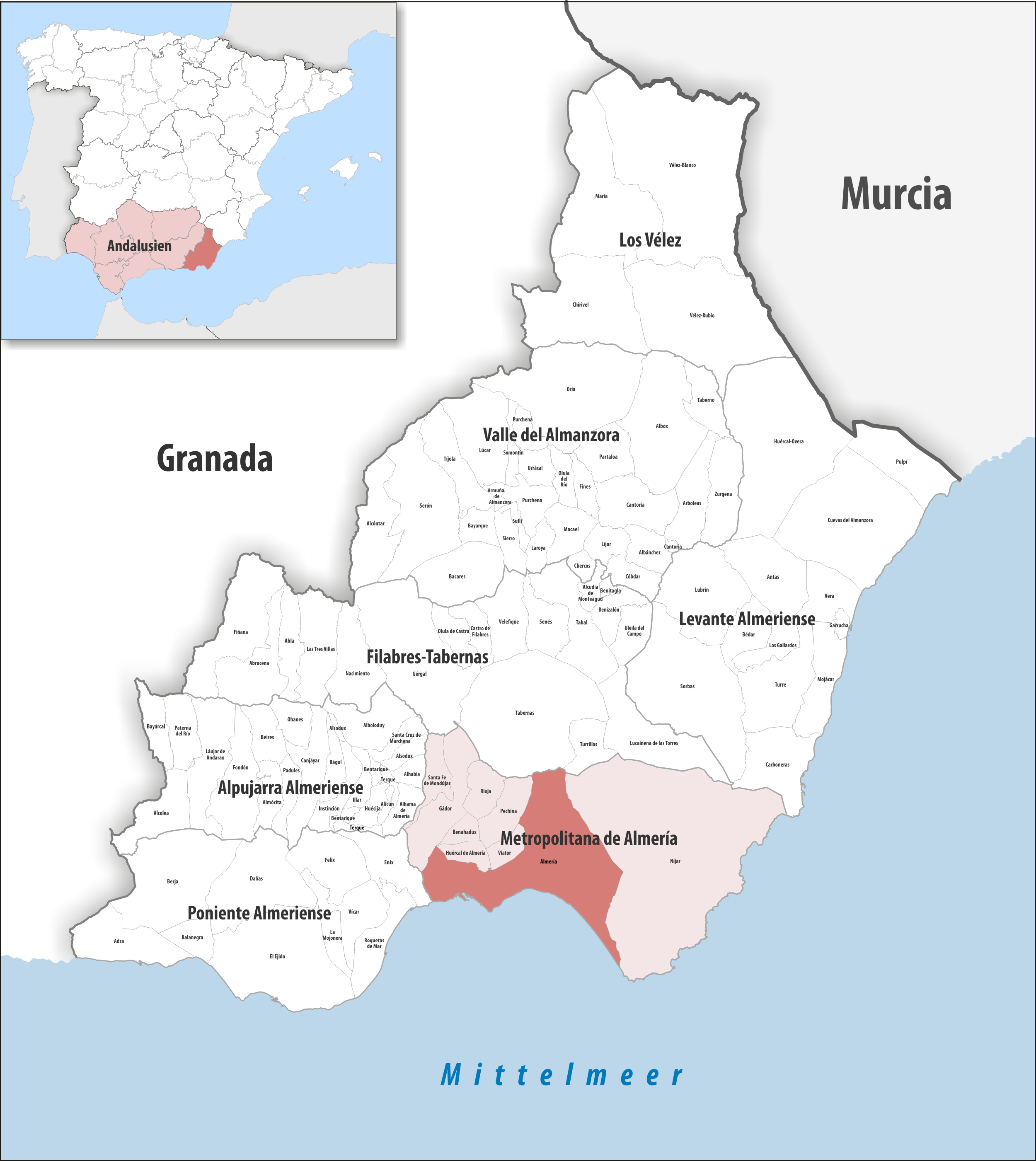
Almería dans la comarque d'Almería, province d'Almería / en Andalousie

### Localisation
La commune d'Almería se trouve au bord de la côte méditerranéenne au sud-est de l'Espagne, dans le sud de la province d'Almería et au centre de la comarque métropolitaine d'Almería.
Grenade est à 156 km ouest-nord-ouest ;
Murcie à 221 km nord-est ;
Madrid à 541 km nord ;
Malaga à 204 km ouest ;
Gibraltar à 342 km ouest-sud-ouest (distances par route).

### Géographie physique
Almería est une ville côtière et portuaire ; au sud, ses 219 km de côtes[réf. nécessaire] alternent vastes plages et falaises, longeant un golfe ouvert sur la mer d'Alboran – dernière partie de la Méditerranée avant d'aborder l'Atlantique à l'ouest.
Elle est délimitée à l'ouest par le mont Gádor, au nord par le mont Alhamilla, et à l'est par une grande plaine qui surplombe le cap de Gata situé dans le parc naturel de Cabo de Gata-Níjar. La commune est traversée du nord au sud par le fleuve Andarax qui arrose aussi la ville.

### Climat

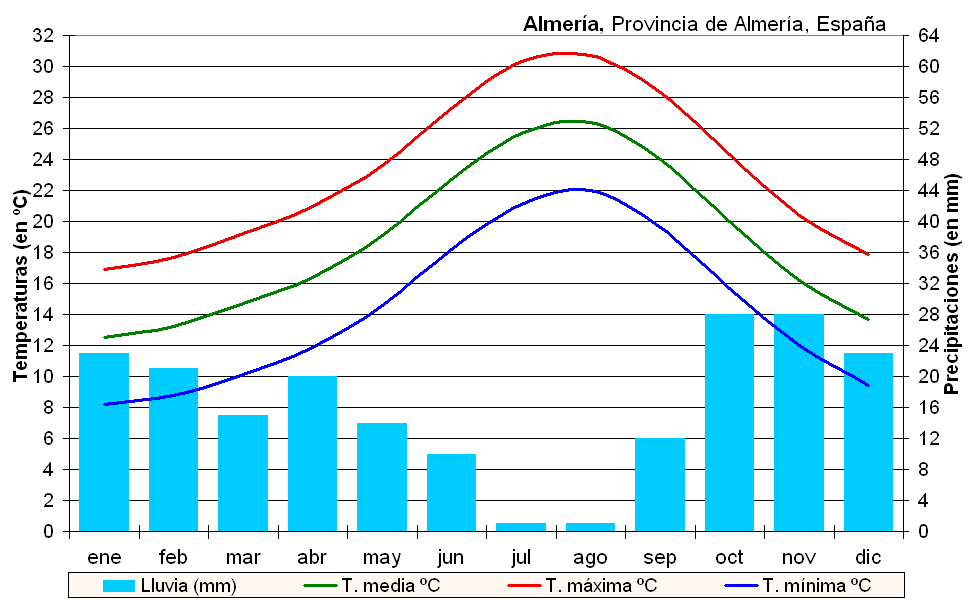
Climatogramme d'Almería (aéroport).

Almería a un climat semi-aride de type « syrien » (BSh) à la limite d'un climat chaud du désert (BWh) (voir Georges Viers, Éléments de climatologie, Paris, Nathan, 1990). Le type « syrien » est caractérisé par une saison sèche en saison chaude (6 mois les plus chauds de l'année) donc c'est la dégradation à la fois semi-aride et subtropicale du climat méditerranéen, qui lui aussi a sa saison sèche en été. Le climat d'Almería est subtropical car, d'une part, la moyenne annuelle des températures (19,1 °C) est supérieure ou égale à l'isotherme 18 °C, et, d'autre part, la moyenne mensuelle du mois le plus froid (12,6 °C en janvier) est inférieure à 18 °C.
Ce type de climat, en Europe, ne se rencontre que dans cette région côtière autour d'Almería, approximativement entre Almerimar à l'ouest et Carboneras à l'est. Au-delà de cette petite région (par exemple dans les zones les plus basses du désert de Tabernas), le climat reste encore semi-aride mais devient tempéré (moyenne annuelle des températures inférieure à 18 °C).
La température moyenne annuelle est de 19,1 °C, et celle de ses eaux en hiver est plus chaude que celle de l'air.
| Mois                                | jan. | fév. | mars | avril | mai  | juin | jui. | août | sep. | oct. | nov. | déc. | année |
| ----------------------------------- | ---- | ---- | ---- | ----- | ---- | ---- | ---- | ---- | ---- | ---- | ---- | ---- | ----- |
| Température minimale moyenne (°C)   | 8,3  | 9    | 10,6 | 12,5  | 15,3 | 18,9 | 21,7 | 22,4 | 20   | 16,3 | 12,3 | 9,6  | 14,7  |
| Température moyenne (°C)            | 12,6 | 13,3 | 15,1 | 17    | 19,7 | 23,5 | 26,1 | 26,7 | 24,2 | 20,4 | 16,4 | 13,8 | 19,1  |
| Température maximale moyenne (°C)   | 16,9 | 17,6 | 19,6 | 21,4  | 24,1 | 27,9 | 30,5 | 31   | 28,4 | 24,5 | 20,5 | 17,9 | 23,4  |
| Ensoleillement (h)                  | 194  | 191  | 232  | 261   | 297  | 325  | 342  | 315  | 256  | 218  | 183  | 178  | 2 994 |
| Précipitations (mm)                 | 24   | 25   | 16   | 17    | 12   | 5    | 1    | 1    | 14   | 27   | 28   | 30   | 200   |
| Nombre de jours avec précipitations | 2,9  | 2,9  | 2,6  | 2,6   | 1,9  | 0,6  | 0,3  | 0,3  | 1,5  | 2,8  | 3,6  | 3,3  | 25,4  |

## Symbolique

### Toponymie
Almería a été créée sous le nom d'Urci par les Ibères Urcitains puis appelée Portus magnus à l'époque romaine pour devenir Orci à la période byzantine. Sous le règne d'Abd al-Rahman III, le calife de Cordoue, elle prend son nom actuel sous la forme arabe andaloue ألمرأى (Al-Miraya) c'est-à-dire « phare » ou « tour de guet » : le calife y fit édifier l'Alcazaba, la plus grande forteresse musulmane d'Al Andalus.
Les amateurs d'homophonies relient Almería à l'arabe المرية (Al-Mariyya) « le miroir » (supposément « de la mer ») ou العامرية (Al-Amiriyya) « la ville d'Abou Amir », au patronyme المنصور (Almanzor), en arabe ميناء Al mína qui signifie « le port », ou encore à des berbères amazighs supposés avoir servi Abd al-Rahman III, mais aucun document, monnaie ou inscription ne permet d'étayer l'une ou l'autre de ces hypothèses.

### Armoiries et devise
Les armoiries d'Almería sont un écu au champ d'argent) portant une croix latine de gueules et dont la bordure présente quinze compositions à cinq motifs répétés trois fois :
1. motif de gueules à château d'or, crénelé de trois donjons, maçonné de sable et dégagé de gueules ;
2. motif d'argent au lion rampant pourpre couronné d'or ;
3. motif d'or à quatre pals de gueules ;
4. motif d'or à aigle de sable, membré du même émail ;
5. motif d'argent, à grenade fendue de gueules et deux feuilles de sinople;

il surmonte un ruban chargé de la devise Muy noble, muy leal y decidida por la libertad, ciudad de Almería soit « Très noble, très loyale et engagée pour la Liberté, ville d'Almería ».

### Almería dans la culture
- Pièce pour piano d'Isaac Albeniz, inspirée par cette ville, dans le recueil Iberia (1905-1908).
- Pendant le tournage du film Shalako avec Sean Connery, Brigitte Bardot et Serge Gainsbourg se séparent à Almería, ce que ce dernier évoque dans sa chanson Initials B.B..
- Almería est aussi évoquée dans la chanson À l'Alhambra de Damien Saez.

## Histoire
Les peintures rupestres et autres artéfacts découverts dans les grottes de Nerja qualifiées de « cathédrale préhistorique », témoignent que la région a été habitée depuis le début du néolithique (8 000 avant le présent).
Une ville nommée Urci semble avoir existé dans l'Antiquité, fondée par les Ibères et colonisée par les Carthaginois. Scipion l'Africain la prend et la renomme Portus Magnus (Grand port). La ville est ensuite disputée entre les Vandales, les Wisigoths, les Romains d'Orient, et finalement conquise par les Arabes au début du VIIIe siècle. Le calife omeyyade Abd al-Rahman III y fait construire en 955 la grande citadelle d'Alcazaba. La ville prospère grâce à son port, important lien commercial avec l'Afrique.
En 858, Almería est pillée par Hasting, un chef viking. Celui-ci passe ensuite en Méditerranée, dont il pille les côtes en hivernant deux années en Camargue. Lorsqu'il repasse Gibraltar en 860, une flotte arabo-andalouse tente vainement de l'intercepter.
Après la chute des Omeyyades de Cordoue, la cité devient le siège d'un royaume taïfa créé par le roi slave islamisé Khaïran, annexé ensuite par le royaume taïfa de Murcia, puis par les Almoravides. Dès lors, pendant plus d'un demi siècle, Almería concentre avec Valence et Denia le commerce d'Al Andalus avec le califat abbasside. Elle développe des ateliers de soie brodée, de brocarts, de siglatons… et rassemble les plus grandes fortunes de l'émirat. Le port est choisi comme siège de l'amirauté arabo-andalouse. Au carrefour des routes esclavagistes, Almería devient l'un des plus importants marché aux esclaves de Méditerranée.
Almería est prise en 1147 par Alphonse VII, roi de Castille. Cette période, marquée par deux guerres et une occupation, entraîne le déclin économique de la ville. Reprise une dizaine d'années plus tard par les Almohades, elle est intégrée dans le royaume de Grenade un siècle plus tard. Les Rois Catholiques la conquièrent en 1489, et de port commercial avec l'Afrique, elle devient une ville côtière menacée par les pirates barbaresques. Elle est fortifiée mais économiquement délaissée car le commerce avec les Amériques est le monopole de Séville et de son port Cadix. Le seizième siècle est marqué par le tremblement de terre de 1522, et par plusieurs révoltes morisques, durement réprimées.
En 1939, durant les derniers combats de la guerre civile espagnole, alors que la République agonise, Almería est bombardée par la flotte allemande : elle est la dernière grande ville andalouse à tomber aux mains des forces franquistes.
Délaissée par le régime franquiste, isolée et en proie à la paupérisation, la région d'Alméria va bénéficier dans les années 1950-1960 des grandes productions cinématographiques friandes de ses décors naturels tel que le désert de Tabernas. Alméria est couronnée capitale du cinéma en 1968 par la revue américaine The Hollywood Reporter. Cette période faste est passée ; la ville ne vit plus du cinéma, même s'il reste de nombreux décors de films qui attirent les fans de Western spaghetti. Elle poursuit désormais sa prospérité grâce au tourisme de masse, et par une agriculture intensive sous serres.
Almería a donné son nom à une province formée de la partie orientale du royaume de Grenade, dont les villes principales sont Roquetas, Garrucha, Carboneras, Nijar et Mojácar.

## Économie

### Industrie
La ville abrite une usine de fabrication de pneumatiques du groupe français Michelin.

### Cinéma
Des dizaines de séries, documentaires, films et westerns (les westerns spaghettis) qui l'ont rendu célèbre dans le monde entier ont été tournés dans le proche désert de Tabernas en raison de ses similitudes avec les déserts nord-américains de type Far West, le nord de l'Afrique, les déserts arabes et ses paysages lunaires, qui a servi à partir des années 1950 et sert encore de nos jours.
Alméria accueille chaque octobre depuis 2011 le Festival du western d'Alméria et depuis 2002 un festival international de cinéma en novembre.

### Agriculture
La région d’Alméria est en très grande partie recouverte de serres qui constituent la plus grande production de légumes pour les pays d'Europe du Nord en saison hivernale. Cette production crée un débat à cause des conséquences écologiques qu’elle provoque.

## Politique et administration

### Conseil municipal
La ville d'Almería comptait 199 237 habitants aux élections municipales du 28 mai 2023. Son conseil municipal (en espagnol : Pleno del Ayuntamiento) se compose donc de 27 élus.
Depuis les premières élections municipales démocratiques de 1979, la ville a été dominée par le Parti socialiste ouvrier espagnol avant de devenir un fief du Parti populaire.

### Maires
| Mandat    | Maire | Maire                                                                    | Parti | Majorité |
| --------- | ----- | ------------------------------------------------------------------------ | ----- | -------- |
| 1979-1983 |       | Santiago Martínez Cabrejas                                               | PSOE  | 10 / 27  |
| 1983-1987 |       | Santiago Martínez Cabrejas                                               | PSOE  | 18 / 27  |
| 1987-1991 |       | Santiago Martínez Cabrejas                                               | PSOE  | 12 / 27  |
| 1991-1995 |       | Fernando Martínez López                                                  | PSOE  | 12 / 27  |
| 1995-1999 |       | Juan Megino                                                              | PP    | 14 / 27  |
| 1999-2003 |       | Santiago Martínez Cabrejas                                               | PSOE  | 12 / 27  |
| 2003-2007 |       | Luis Rogelio Rodríguez-Comendador                                        | PP    | 13 / 27  |
| 2007-2011 |       | Luis Rogelio Rodríguez-Comendador                                        | PP    | 13 / 27  |
| 2011-2015 |       | Luis Rogelio Rodríguez-Comendador                                        | PP    | 18 / 27  |
| 2015-2019 |       | Luis Rogelio Rodríguez-Comendador Ramón Fernández-Pacheco (es) (11/2015) | PP    | 13 / 27  |
| 2019-2023 |       | Ramón Fernández-Pacheco (es) Mar Vázquez (es) (09/2022)                  | PP    | 13 / 27  |
| 2023-2027 |       | Mar Vázquez (es)                                                         | PP    | 15 / 27  |

### Jumelages
- Melilla,  Espagne
- Rastatt,  Allemagne
- Oran,  Algérie
- Boulogne-Billancourt,  France
- Tadjourah Djibouti

## Monuments
- Alcazaba d'Almería : construite par Abderramán III, il s'agit d'une forteresse musulmane avec trois enceintes. La première était la zone militaire et servait de refuge pour la population en cas de siège; la seconde accueillait les installations du palais et la troisième fut commandée par les Rois Catholiques après la conquête chrétienne.
- Calle de la Almedina : rue très importante durant l'époque musulmane, elle constituait le début du chemin depuis le village de Pechina jusqu'à la porte du même nom dans la cité (aujourd'hui Puerta de Purchena), la principale entrée de la ville.
- Muraille de Jayrán et Cerro de San Cristóbal : depuis la Alcazaba, elle descend vers le nord à travers le Barranco de la Hoya ; cette ligne de muraille arrive jusqu'à la colline de San Cristóbal. Sur cette colline, on trouve les restes d'un château-fortification chrétien.
- Aljibes (citernes) arabes ou de Jayrán : elles furent construites sur ordre de ce roi au XIe siècle. Elles servaient pour l'approvisionnement public de l'eau de la cité et elles sont divisées en trois nefs.
- Muraille Califale : elle se trouve à l'angle de la Calle Atarazanas, avec le Parc Nicolás Salmerón. Elle date de l'époque de la fondation de la cité (Xe siècle). Sa fonction était de fermer l'antique quartier de La Medina.
- Calle de Las Tiendas : rue musulmane typique et singulière de la cité, qui mène au chemin de Pechina, située dans le centre historique. Elle fut une des zones commerciales (spécialement de la soie) durant la présence musulmane.
- École d’Art d’Almería : installée depuis 1951 dans l’ancien couvent de Santo Domingo, dont l’origine remonte à la fin du XVe siècle. Le bâtiment, classé Bien d’intérêt culturel, se distingue par son cloître à arcades, témoin de l’architecture conventuelle andalouse. Sa façade mêle des éléments néogothiques et maniéristes, résultat de remaniements successifs opérés aux XVIIIe et XIXe siècles.
- Église de San Juan Evangelista : elle a été construite au début du XVIIe siècle sur une partie du terrain qu'occupait l'ancienne Grande Mosquée, ruinée par le tremblement de terre de 1522. Son intérêt réside dans le fait qu'elle conserve les restes du mur de la qibla et le mihrab, avec une décoration almohade du XIIe siècle.
- Cathédrale d'Almería : la décision de sa construction a été prise en 1524, par l'évêque fondateur Fray Diego Fernández de Villalán. Les deux portails, de style Renaissance, sont l’œuvre de Juan de Orea et furent construits entre 1550 et 1573. Le plan intérieur est de style gothique tardif.
- Antique hôpital de Santa María Magdalena : il date du XVIe siècle. Il possède un très beau patio et sa porte principale montre un goût de transition entre le baroque et le néoclassicisme du XVIIIe siècle.
- Église et couvent de las Puras : fondés en 1515 par Don Gutierre de Cárdenas, qui créa un couvent de Santa Clara, bien que sa veuve changea le couvent de Claras en Puras. La minuscule porte et la tour sont des XVIe et XVIIe siècles.
- Couvent de las Claras : fondé par Don Jerónimo Briceño et son épouse en 1590 ; la fin de la construction date de 1756. Il a subi les effets de la Sécularisation des biens religieux et de la Guerre Civile. Il possède deux portails, le principal abrite la statue de Santa Clara.
- Sanctuaire de la Virgen el Mar : édifice fondé par des pères dominicains au XVe siècle. L'église a subi de grandes transformations après la Sécularisation des biens religieux. On y trouve une statue de la Virgen del Mar, patronne de'Almería.
- Église de San Pedro : elle fut construite à la fin du XVIIIe siècle et au début du XIXe siècle. À sa place, antérieurement se trouvait le couvent des franciscains. De style néoclassique, sa façade principale présente des tours jumelles avec des frontons triangulaires.
- Église de Santiago : conçue par Juan de Orea et fondée par l'évêque Villalán entre 1553 et 1559. À remarquer le portail renaissance avec un bas-relief de Saint Jacques Matamoros.
- Église de San Sebastián : elle date du XVIIe siècle. Intéressant est le haut-relief de marbre de la façade principale où est figuré le martyre du saint.

Place de la Constitution et monument à los Coloraos.

- Plaza de la Constitución : elle fut le souk durant l'époque musulmane, transformé en place au XIXe siècle. On y trouve l'Ayuntamiento (mairie) de la cité, construit à fin de ce siècle, suivant le projet de l'architecte almeriense Trinidad Cuartara Casinello ; on y trouve aussi le monument à los Coloraos.
- Monument aux Martyrs de la Liberté : situé au centre de la Plaza Vieja, il est connu traditionnellement comme Monument à los Coloraos ou Pingurucho. C'est une colonne de marbre de Macael qui commémore les vingt-quatre personnes qui arrivèrent à Almería avec des mouchoirs rouges (d'où le de Coloraos) pour proclamer la liberté contre l'absolutisme de Ferdinand VII ; leurs projets échouèrent puisqu'ils furent arrêtés et fusillés.
- Plaza Bendicho et Casa de Los Puche : ce fut un des lieux préférés de l'aristocratie des XVIe et XVIIe siècles. La Casa de Los Puche, nom d'une famille noble de la cité, date du XVIIIe siècle. De caractère néoclassique, elle possède deux étages qui se développent autour d'un patio central.
- Casa de los Marqueses de Torre Alta : située sur une autre place typique de la cité (de Careaga), seulement est conservée la façade, de style néoclassique.
- Palais des marquis de Cabra : il est du XVIIIe siècle. Édifice classique et monumental, en plein centre historique. C'est le siège actuel des archives municipales.
- Palais des vicomtes du château d'Almansa : construit entre 1773 et 1780, il a deux portails monumentaux qui donnent dans des rues différentes, un d'eux sert d'entrée pour les voitures. Il est le siège de l'Archivo Histórico Provincial.

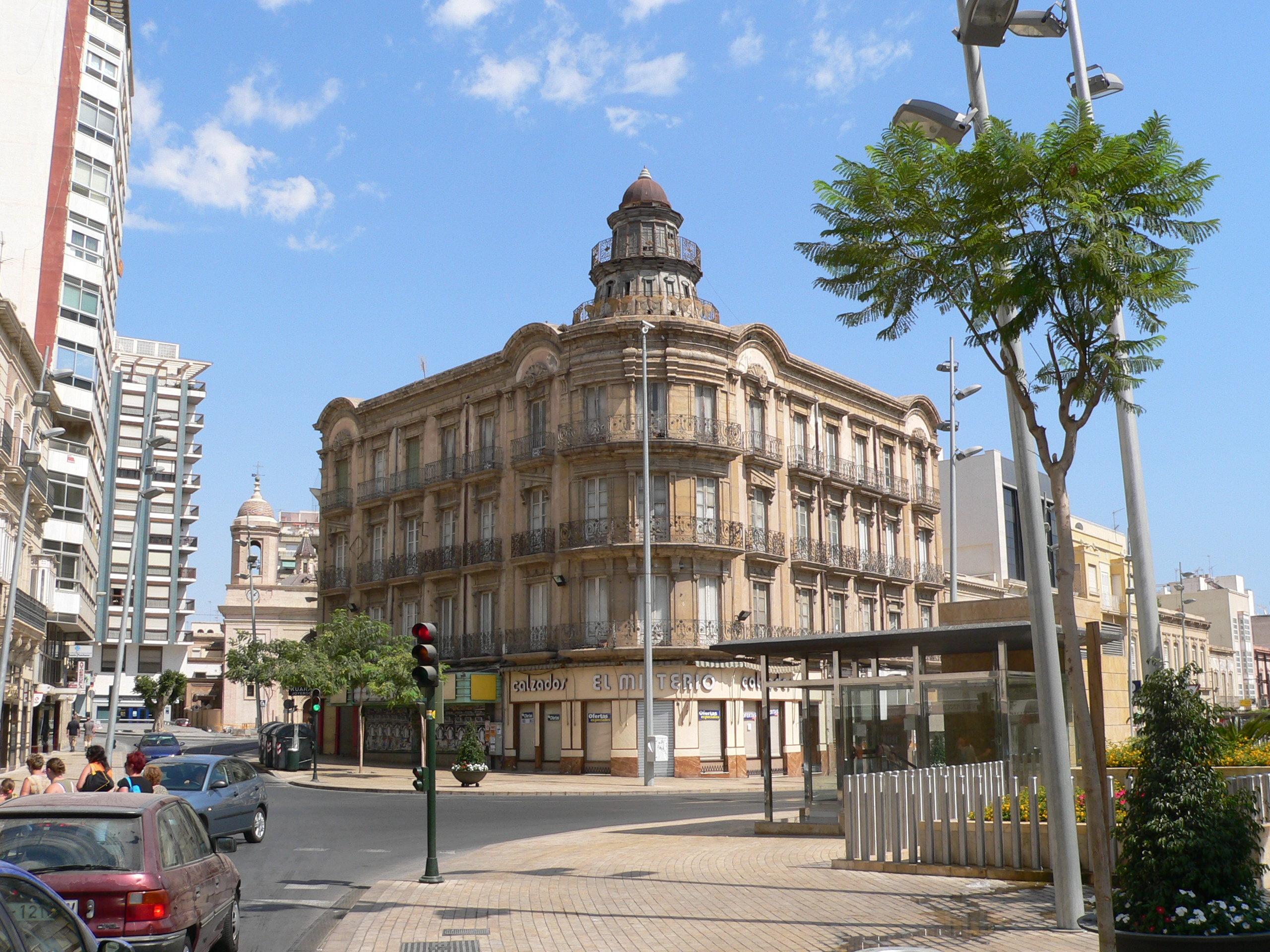
Porte de Purchena.

- Puerta de Purchena et Paseo de Almería : Le nom de Purchena est dû au fait qu'aux environs de ce lieu se trouvait l'antique Puerta de Pechina, mais le nom fut changé par erreur par les chrétiens. Tout l'urbanisme de l'actuelle Plaza y el Paseo est l'œuvre de l'élargissement fait au milieu du XIXe siècle, d'où son intéressant goût et style bourgeois, de caractère afrancesado. C'est le centre névralgique de la cité et c'est là qu'aujourd'hui se concentre l'activité commerciale et bancaire provinciale. En ce lieu se trouvent des résidences typiques de l'architecture bourgeoise de cette période comme c'est le cas de la [Casa de Las Mariposas, qui a appartenu à la famille Ripoll.
- Statue de Nicolás Salmerón : monument dédié à l'almeriense, qui fut un des présidents de la Première République. La statue, en fer, se trouve au centre de la Puerta Purchena.
- Cortijo Ficher : situé dans la propriété de Santa Isabel. C'est un palais isolé et de caractère éclectique, entouré par un luxuriant jardin. C'est une œuvre de la fin du XIXe siècle. Il présente une décoration moderniste.
- Escuela de Artes y Oficios Artísticos : construite durant la seconde moitié du XIXe siècle et partie du XXe siècle. Il a accueilli l'ancien Instituto de Segunda Enseñanza. C'est un édifice éclectique avec des traits classicisants. À l'intérieur se trouve le monumental patio du XVIIIe siècle, antique cloître du couvent de dominicains. Parmi ses anciens élèves on doit mentionner, entre autres, Federico García Lorca.
- Église de San Agustín, los Franciscanos : construite par des franciscains de Murcie en 1931 qui sont venus pour reprendre le témoignage des frères expulsés par la sécularisation des biens. Las obras finalizaron acabada la contienda española.
- Palacio de la Diputación : daté de 1884. Il fut le palais de Juan Lirola. À l'intérieur, on remarque le beau patio; il sert actuellement pour des expositions, congrès et cérémonies officielles de la vie politique almeriense.
- Casino Cultural : c'est le meilleur exemple de palais bourgeois, daté de 1888. Il fut le domicile de Don Emilio Pérez Ibañez. Il fut réformé pour accueillir le casino de la cité. À remarquer, le salon musulman et la salle de bal, de claire influence française pour sa décoration.
- Teatro Apolo : il est du début du XXe siècle. Il fut reconstruit en 1993. Il est de style clairement historiciste inspiré par le classicisme.
- Teatro Cervantes : un des lieux clefs de la culture almeriense. Les travaux ont commencé en 1898 et ne se terminèrent qu'en 1921. C'est une architecture éclectique avec des éléments académiques et néobaroques. Intéressante est la collection d'anciennes affiches de variétés, fêtes et évènements de la cité de la première moitié du XXe siècle.
- Círculo Mercantil : fondé en 1899, ses salles ont été utilisées pour des évènements littéraires, culturels, des fêtes de carnaval et de bal, et des expositions. Sa construction forme un ensemble avec le Teatro Cervantes.
- Marché Central : construit en 1893, de style éclectique combinant l'architecture en fer et en verre. La façade principale regarde le Paseo d'Almería et abrite une sculpture classique féminine, symbole de l'abondance.
- Plaza de toros de Almería : construite entre 1887 et 1888. D'architecture éclectique, son plan est polygonal à vingt côtés, dont trois saillants pour former les portes monumentales de la place.
- Parc Nicolás Salmerón : situé entre le port et la cité, il est divisé en deux zones; le Parque Viejo (peuplé d'arbres centenaires), œuvre de José María de Acosta, qui va de la rambla de la Chanca jusqu'à la rotonde de la Fuente de los Peces œuvre de Jesús de Perceval, et le Parque Nuevo (zone ornée d'étangs et fontaines), dessiné par Guillermo Langle Rubio, qui s'étend depuis la rotonde jusqu'à l'avenue de la Reina Regente.
- Église de San Roque : construite en 1893 et située dans l'ancien quartier musulman, aujourd'hui connu comme Pescadería - La Chanca. Elle est de style éclectique classiciste d'où se détache son imposante tour, laquelle donne un singulier profil à la cité vue depuis le port.
- Estación de Ferrocarril : à la fois gare et parfait exemple de l'architecture en fer et verre. Finie en 1893. Sa façade principale est faite de trois corps, le corps central étant fait de fer et de verre.

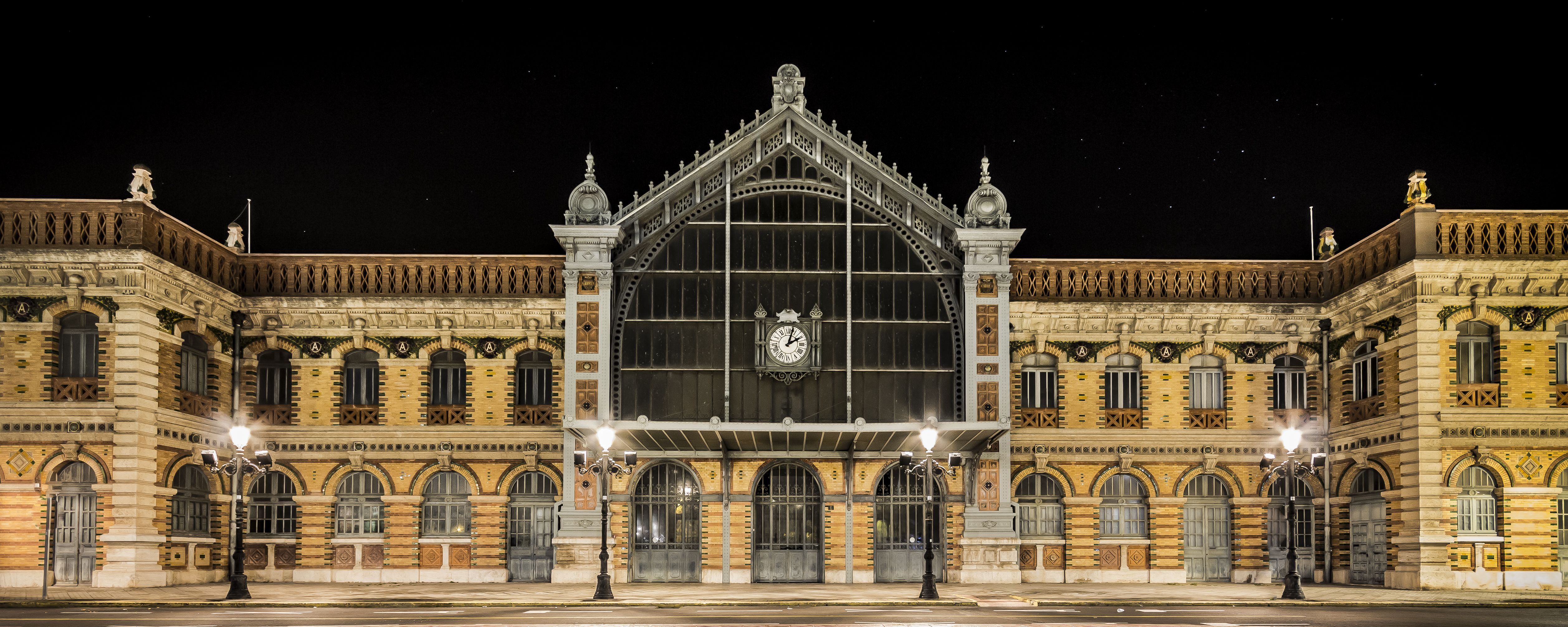
La gare d'Alméria en 2016.

- Cable Inglés : chargeur de minéral, exemple d'architecture en fer, construite en 1904. Il unit la gare au port. De style éclectique caractérisé par l'usage de nouveaux matériaux, suivant les idées de l'École d'Eiffel.
- El Ingenio : on conserve seulement la façade de ce qui fut l'ancienne fabrique de sucre, datée de 1885. Construite en forme d'arc de triomphe dans le style de l'architecture industrielle.
- Casa de los Telamones : située en la Plaza Circular, correspond à l'historicisme monumental de 1907.
- Casa Montoya : œuvre de Guillermo Langle Rubio (1928), suivant le style de construction du régionalisme montagnard.
- Ancien siège de la Banco de España : édifice de 1953 construit en respectant le caractère triomphaliste du franquisme, adoptant un ton grisâtre à la façade pour augmenter la sobriété et le classicisme de l'installation.
- Auditorium Municipal Maestro Padilla : Construit en 1992 et regardant la mer. Es de corte racionalista y funcional, de ladrillo visto.
- Statue de la Charité : monument élevé en hommage aux victimes des inondations de la fin du XIXe siècle ; les plus grandes pertes ont eu lieu dans les quartiers voisins de la mer. La statue se trouve sur la Rambla actuelle.
- Musée Archéologique d'Almería : inauguré en 2006, il accueille les fonds archéologiques de la province depuis la Préhistoire jusqu'à l'époque musulmane; la majorité correspond aux fouilles réalisées par le fameux archéologue Luis Siret.
- Musée de Sismologie d'Almería : observatoire géophysique d'Almería. Il possède un instrument sismologique utilisé depuis 1911, sans compter les archives des sismogrammes, le matériel d'information et la salle de projections.
- Centre d'Art du Musée d'Almería (CAMA) : situé dans le chalet de tradition régionale de la Plaza Barcelona, vinculado con la Estación de Ferrocarril. Il fut construit en 1927 par Guillermo Langle Rubio et accueille des expositions temporaires d'arte contemporain.
- Musée de l'huile d'Olive d'Almería : abrite un ancien moulin à huile dans lequel est expliqué tout ce qui concerne l'huile; à l'intérieur on peut voir comment étaient les ruelles typiques de l'Almería du XIXe siècle.
- Faluca Almariya : réplique d'une barque hispano-musulmane des Xe – XIVe siècle. Le musée se trouve dans l'entrepôt de la barque et on peut y comprendre l'importante relation entre la Mer Méditerranée et un des ports les plus importants qu'eut Al-Ándalus. La barque se trouve dans le Puerto Deportivo del Club de Mar.
- Biblioteca Francisco Villaespesa : bien que son origine se situe en 1850, l'édifice actuel fut inauguré en 1983, formant un élément indispensable pour la vie culturelle et éducative et les loisirs d'Almería.
- Lycée Celia Viñas, 1923-1930.

## Sport
- Alméria possède un club de football professionnel, l'UD Almería évoluant en Liga 2.

## Personnalités liées à Almería
- Ibn Luyun, poète et agronome andalou;
- Abû Muhammad Ar Rushâtî, historien et spécialiste du hadith andalou;
- Ibn Qurqūl, théologien, grammairien et spécialiste du hadith andalou;
- Nicolás Salmerón, président de la première et brève république espagnole au XIXe siècle, pendant quelques semaines. Il démissionna pour ne pas avoir à signer une condamnation à mort. Durant toute sa carrière politique il a combattu pour l'abolition de la peine de mort;
- Manuel Luque (1854-1924), caricaturiste né dans cette ville;
- José Padilla Sánchez (1889-1960), compositeur et pianiste;
- Jimena Quirós (1899-1983), océanographe;
- José Gómez Abad (1904-1993), peintre;
- Jesús Pérez de Perceval del Moral (1915-1985), peintre;
- Anita Garbín (1915-1977), républicaine espagnole, icône de la guerre d'Espagne;;
- Ruiz Manuel (1971-), matador;
- David Bisbal, (1979-) chanteur pop;
- José Antonio Moreno Carbonell, enseignant et écrivain[réf. nécessaire]